# Nostos

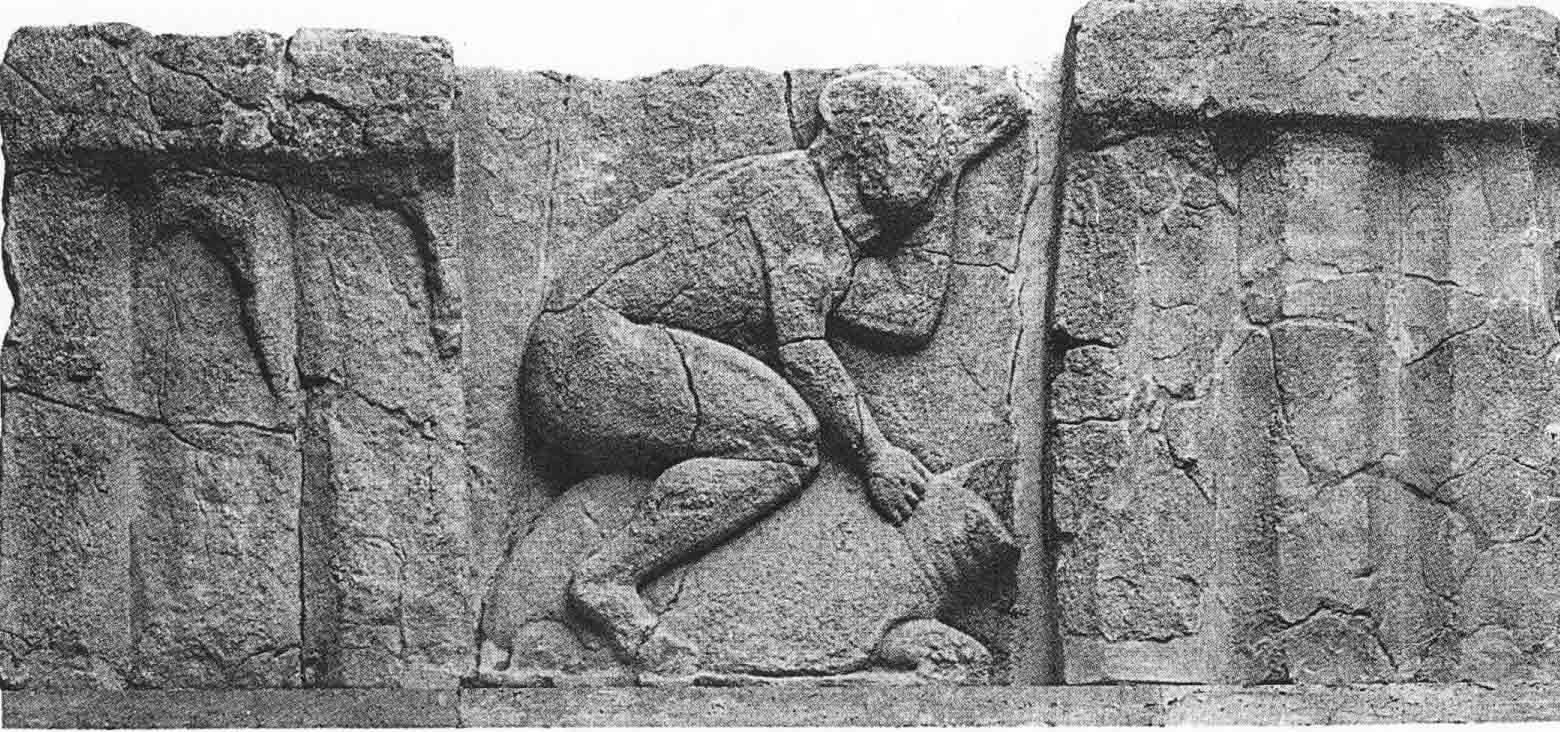
Figura montando uma tartaruga marinha, provavelmente representando uma fábula grega antiga semelhante ao retorno de Odisseu à terra natal (Nostos)

Nostos (grego antigo: νόστος) é um tema usado na literatura grega antiga que inclui um herói épico voltando para casa por mar. Na sociedade grega antiga, era considerado um alto nível de heroísmo ou grandeza para aqueles que conseguiam retornar. Essa jornada geralmente é muito extensa e inclui ser naufragado em um local desconhecido e passar por certas provações que testam o herói. O retorno não é apenas sobre voltar para casa fisicamente, mas também sobre manter certos status e manter sua identidade na chegada. O tema de Nostos é trazido à vida na Odisseia, de Homero, onde o herói principal Odisseu tenta voltar para casa depois de lutar na Guerra de Troia. Odisseu é desafiado por muitas tentações, como as sereias e os comedores de lótus. Se Odisseu tivesse cedido a essas tentações, isso significaria morte certa e, portanto, deixaria de voltar para casa. Nostos é usado hoje em muitas formas de literatura e filmes.

## Nostos naOdisseia
Na Odisseia, Homero tem nostos como sendo o "retorno de Troia por mar". Nostos pode ser dito por aqueles que o experimentaram eles próprios, ou simplesmente existem casos em que está presente. Aqueles que contaram suas aventuras no mar em sua jornada de volta a Troia foram Menelau, Nestor e Odisseu. Esses três contam suas aventuras para outras pessoas no épico. Com Menelau, no Livro Quatro, ele fala sobre seu tempo no Egito e outras paradas irregulares. Ele não parou apenas em seu nostos, mas falou do nostos fatal de Agamenon em grandes detalhes, bem como uma pequena parte da jornada de Odisseu. Nestor dá mais informações sobre o nostos de Menelau e sua jornada para casa com Ulisses e Menelau. No Livro Três, Nestor disse: "ponderamos nossa longa viagem marítima, se devíamos navegar por sobre o topo de Quios rochoso pela ilha Psiros, mantendo-a em nossa mão esquerda, ou passar sob Quios, pelo ventoso Mimas. Pedimos ao deus que nos desse algum sinal para um sinal, e o deus nos deu um, e nos disse para atravessar o mar principal do meio em busca de Eubeia, e assim escapar rapidamente do mal que pairava." Aqui, Nestor deixou claro para o público que a jornada sua e de Diomedes de volta a casa foi um nostos perfeito, eles não tiveram problemas reais, o que foi bem diferente do de Agamenon. Essa grande diferença mostra como a jornada de cada heroi para casa pode ser diferente. Nesses casos em que nostos está simplesmente presente e não é contado pelo indivíduo em Odisseia, há a intenção de chegar a um destino específico e alguma outra força que tira os personagens do curso e os faz chegarem a lugares inesperados em sua jornada para sua casa. A Odisseia teve vários exemplos diferentes de nostos. Um exemplo específico em que os companheiros de Odisseu perderam seus nostos foi quando comeram o gado de Hélio e foram mortos por isso, porque foram especificamente instruídos a não fazê-lo. Odisseu avisou os homens quando disse: "Amigos, como há comida e bebida armazenadas no navio veloz, mantenhamos, pois, nossas mãos longe do gado, por medo de que algo possa nos acontecer. Estes são o gado e ovelhas gordas de um deus temido, Hélios, que vê todas as coisas e ouve todas as coisas." Nesse momento, Odisseu adverte os homens sobre o que acontecerá se eles comerem o gado, mas o fazem de qualquer maneira. Essa situação tirou seus nostos porque sua jornada para casa chegou ao fim.
Nem todos os heróis gregos experimentam nostos. O nostos de Aquiles é único na Ilíada; isso porque ele sabe que não terá um nostos, criando uma diferença maior entre ele e os outros heróis, como Odisseu. Aquiles sabe que ele tem duas opções quando se trata da Guerra de Troia - ele pode morrer na batalha com glória e ter uma vida curta, ou não participar e viver uma vida longa, porém insignificante. No nono livro, ele diz que "meu nostos pereceu, mas meu kleos será imarcescível". Nesse caso, ele escolheu a rota da glória e diz que agora não voltará para casa porque está destinado a morrer em batalha.

### Nostos e Odisseu
Odisseu foi capaz de contar sua própria história de seu nostos, já que sobreviveu. Odisseu foi capaz de contar parte de seu nostos aos faecianos, e a duração de sua jornada mostra o quão difícil pode ser alcançar nostos. A chegada e o relato de suas histórias é muito importante, embora ele não tenha chegado em casa, é um enorme indicador de marcos. Depois de Odisseu e seus companheiros saírem do palácio de Circe em segurança, seus membros da tripulação mostram sua felicidade dizendo: "nos alegramos por você ter se salvo, nutrido por Zeus, como se tivéssemos chegado a Ítaca", que mostra a comparação entre escapar e voltar para casa.
Nostos significava várias coisas diferentes nesse épico, significava escapar da morte, desembarques seguros, retornar da guerra à casa e estar de volta ao lar. Todos esses ocorrem porque, quando o herói retornava da guerra, a ideia de escapar da morte da guerra permanecia em sua antevisão. Todos esses significados se assemelham a nostos e, quando os heróis estão em sua jornada de volta, eles terão o Kleos final assim que chegarem e isso é comemorado.

## Tempos modernos
A palavra nostalgia foi cunhada como termo médico em 1688 por Johannes Hofer (1669-1752), um estudante de medicina suíço. Ele usa a palavra νόστος, juntamente com outra raiz grega, άλγος ou algos, que significa dor, para descrever a condição psicológica do desejo pelo passado.[carece de fontes?]
Em Ulisses, de James Joyce, a parte final (episódios 16-18), durante a qual Leopold Bloom volta para casa, é chamada de Nostos. 
Outra representação de nostos na mídia contemporânea seria o exemplo do filme Hercules Unchained, lançado em 1959. Este filme foi semelhante à Odisseia, a jornada de Hércules foi muito semelhante à de Odisseu. Um exemplo específico foi quando Hércules voltou para casa com Iole, a quem ganhou em uma competição de arco e flecha, o que é semelhante ao torneio de Odisseu para salvar seu casamento. Ele foi acidentalmente envenenado por sua esposa e pediu para que seu corpo fosse incendiado. Ter seu corpo incendiado foi o que levou a suas muitas conquistas heroicas.
Durante esse período, não havia outros filmes como este que descrevessem esse tipo de material antigo. O nostos de Hércules o fez morrer e depois renascer, para redescobrir sua identidade dentro de si e da comunidade. Isso é semelhante a Odisseu, porque ele se transforma pessoalmente de uma máquina de guerra em um homem de família.
O filme de 1989 Nostos: O Retorno por Franco Piavoli é sobre o regresso ao lar por Odisseu, que é contada através da narrativa visual com um grande foco na natureza.
A série de TV Star Trek: Voyager, na qual a espaçonave titular fica a 70.000 anos-luz da Terra e encontra inúmeros alienígenas hostis e amigáveis e fenômenos estranhos a caminho de casa, foi descrita pelos classicistas como um nostos.